# Паоло да Перуджа
Паоло да Перуджа (итал. Paolo da Perugia, Перуджа — 1348, Неаполь) — итальянский писатель.

## Биография
Под покровительством короля Роберта Анжуйского он имел несколько государственных должностей, в том числе, по свидетельству Боккаччо, который часто посещал его в юности в Неаполе, должность библиотекаря анжуйского двора: в частности, Боккаччо писал о нём: «diu magister et custos bibliothece Roberti… curiosissimus in perquirendis peregrinis undecunque libris, hystoriis et poteticis operibus» (долгое время учитель и хранитель библиотеки Роберта… очень любопытен в поисках иностранных книг, историй и поэтических произведений). Вероятно, он был женатым священнослужителем, имел многочисленное потомство и умер в бедности. Его главная работа, упоминаемая Боккаччо и объявленная им утраченной, должна была называться «Коллекции» и состояла из мифологического сборника, упорядоченного по генеалогическому критерию. Однако от него остались два кодекса с его комментариями к «Поэтическому искусству» Горация и «Сатирам» Персия. 